# Flightradar24
Flightradar24（フライトレーダー24）は、飛行中の民間航空機の現在位置をリアルタイム表示するウェブサイトならびにスマートフォン・タブレット向けアプリケーション。FR24、あるいは単にフライトレーダーなどと略されることもある。

## 概要
2006年、2名のスウェーデンの航空ファンが、ヨーロッパ北部・中部のADS-B受信ネットワークの構築をスタートし、2009年に公開した。希望するユーザーは、誰でも受信したADS-BのデータをFlightradar24のサーバに送信できるシステムとして公開されたため、世界各国の航空ファンの協力によってレーダーの対応範囲が拡大し、現在はヨーロッパ、アメリカをはじめとしてアジアやオセアニア、アフリカの一部に対応している。
従来は、航空管制官やパイロットしか知ることのできなかった、航空機の位置情報・飛行経路が手軽に取得できるため、航空事故発生時にマスメディアの情報源として用いられている。
Flightradar24は1日当たり20万フライトを追跡でき、そのADS-B受信ネットワークは、2023年現在で40,000台の受信機を擁し世界最大である。

## 仕組み

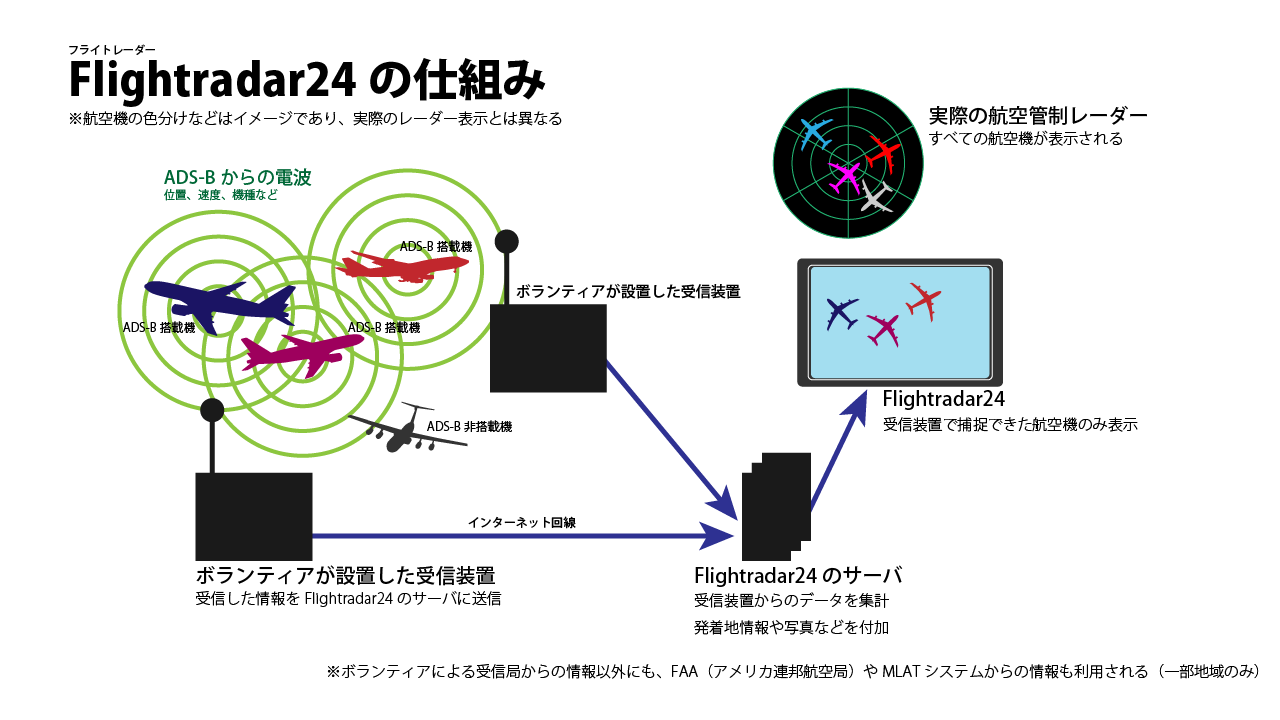
Flightradar24の仕組み

Flightradar24上で利用されているデータは、航空機から発信されるADS-Bの電波を世界各地の有志およびFlightradar24が設置した受信システムによって受信し、Flightradar24のサーバーに転送したものであるため、受信設備の設置が望めない地域（北朝鮮、砂漠地帯、世界の大洋など）を飛行する航空機はほとんど表示されなかったが、現在では人工衛星からの位置情報をもとに、ほぼすべての地域をカバーしている。
一部地域ではMLAT（マルチラテレーションシステム）およびFLARM（FlightAlarm、軽飛行機・ヘリコプター・グライダー向けの衝突防止システム）からのデータ、アメリカ合衆国やカナダの領空内などで連邦航空局 (FAA) から取得したデータも利用されているが、ADS-Bのデータがほぼリアルタイムであるのに対し、こちらは5分遅延して表示される。また、ADS-Bに基づく航空機は黄色のアイコンで表示され、FAAのデータに基づく航空機はオレンジ色で表示される。

## 表示内容
飛行中の機体を示すアイコンを地図上から選択すると以下の内容が表示される。（一部の項目は有料版のみ）
- 航空機の所属 - 航空機の所属する航空会社、軍属、政府機関などが表示される。個人や企業が所有する民間機の場合、「Private owner」と表示される。
- 便名 - 便名が表示される。便名が割り当てられない自家用機などでは機体記号がそのまま表示されることもある。
- 出発地/目的地 - 空港コードと都市名が併記される。ADS-Bから取得した情報ではないため、データベースの更新が間に合わずに全く違う出発地や目的地を表示する場合もある。
- Aircraft Type - 機種（ICAO機種コード）
  - ボーイング社の旅客機の場合、カスタマーコードも含めた型式名で表示される。
- Registration - 機体記号
- Age - 年数（シリアルナンバー付与からの機体の経過年数）。13ヶ月から24ヶ月までの機体に「1年」と表示。それ未満の機体には「最新(Brand new)」、また引渡し前の試験飛行（シリアルナンバーなし）では「テストフライト」（Test flight）と表示される。
  - テストフライトの場合、例えばエアバスの組立工場のある、トゥールーズのブラニャック空港（TLS）と周辺で、不定期にテストフライトの様子が表示されることがある。
- Aircraft Category - 航空機のカテゴリー。機種によって以下のように分類される。
  - Passenger（旅客機）
  - Business jet（ビジネスジェット）
  - General aviation（個人、企業が所有の民間機）
  - Cargo（貨物機）
  - Helicopter（ヘリコプター）
  - Lighter-than-air（気球、飛行船）
  - Military or government（軍用機、政府専用機）
  - Drone（ドローン、無人航空機）
  - Non-categorized（機種、コールサインが伏せられているため、カテゴリーの不明な航空機）
- Mode S - モードSトランスポンダのコード（16進数表示）
- Altitude - 飛行高度（フィート）
- Vertical Speed - 垂直速度（上昇・降下率）
- Speed - 速度（ノット）
- Track - 飛行方位。北を0度とした時計回りの角度で表示される。
- Latitude/Longitude - 緯度・経度
- Radar - 当該機体の情報を受信しているレーダー名。レーダー名は近隣の空港コード（ICAOコード）を参考にサイト側が独自に割り当てたものであり、実際の航空管制で使用されるものとは関係がない。
  - Radarの欄の表示が空港コードではなく、「T-MLAT」の場合はMLATによるデータ、「T-EST」の場合は予測飛行経路、「T-F5M」の場合はFAAからのデータ、「T-FLARM」の場合はFLARMからのデータを示す。
- Squawk - スコークコード。なお、スマートフォンの有料版においてはスコークコードを7700に設定し、緊急事態を宣言した機体が現れたことを利用者にプッシュ通知する機能がある。
- 航跡 - 地図上に選択中の機体が飛行した航跡が表示される。航跡の色は飛行時の高度に応じ、低い方から順に
  - 白（高度0フィート、タキシングや滑走時に表示される）
  - 黄（約0～1,000フィート、主に離着陸時に表示される）
  - 緑（約1,000～10,000フィート）
  - 水色（約10,000～20,000フィート）
  - 青（約20,000～30,000フィート）
  - 紫（約30,000～42,000フィート）
  - 赤（約42,000フィート以上）

の順に変化する。
- 人工衛星からの位置情報をもとに表示している機体は青色で表示される。
- 空港のポイント - 主要都市の国際空港や地方空港をほとんどカバーしている。アメリカ軍などの軍事基地は一部しか表示されないが、状況によっては軍用機の離着陸も表示されることがある（日本だと嘉手納・普天間・横田基地などでの離着陸も表示されることがある）。
- Most tracked flights - 閲覧者に多く追跡されているフライト（スコークを発している機体、有名人の搭乗しているフライト、その他話題性のあるフライトなど）の上位10件がリアルタイムで表示され、30秒ごとに更新される。

なお、基本無料のBasicプランで閲覧する場合、帯域幅を節約するため30分経つとセッションがタイムアウトしたことを示すメッセージと、有料会員への加入を促進するメッセージが表示されるが、ブラウザをリロード（再読み込み）することで再度30分間閲覧できるようになる（有料プランのSilver、Gold、Buisinessではこのようなメッセージは表示されない）。

### レーダーに表示される機体
Flightradar24の仕組み上、レーダーに表示できる機体と表示できない機体が存在する。表示できる機体であっても、安全保障上の理由やプライバシーなどのため、要人が搭乗する機体やプライベートジェットは、表示されないこともある。
また、表示する地域や時間帯によっては、機体がほとんど映らないといった事例もよく発生する。

#### 民間機
前述のとおり、航空機から発信されるADS-Bの電波に基づいて現在位置を取得しているため、当然ながらADS-Bを搭載していない機材や、急を要するフライト（ドクターヘリの搬送など）では原則としてレーダーに表示されない。
アメリカ合衆国では、2020年までにADS-Bの搭載が義務付けられている関係もあり、アメリカを発着する国内線・国際線の便はおおむねレーダーに表示される。
日本では、ADS-Bの搭載が当面のところ義務付けられていないため、国際線や近年納入された機材（ボーイング737-800やボーイング787、LCC・新興航空会社向けのエアバスA320など）を除くと表示される便は少ない。また、同型機であっても航空会社や投入する路線によってADS-Bの搭載に差があるため、一概にどの会社のどの機種がレーダーに表示されるといいきることはできない。
なお、一部の民間人所有の航空機は地図上に表示はされるものの、コールサインや機種名が「BLOCKED」「N/A」のように情報が伏せられることもある。また、ビジネスジェットとして用いられる機種（ガルフストリーム Vなど）は全て「GLF5」のように機種名（ICAO機種コード）と飛行経路のみが表示され、コールサインなどは隠匿される。

#### 軍用機・政府専用機
戦闘機や爆撃機といった軍用機は国防上の理由から基本的に表示されないが、一部の輸送機、練習機、空中給油機、その他非武装の機体は状況によって表示されることがある（訓練飛行中の練習機、戦闘機など）。
FR24に表示されるとしても、コールサインが"「No callsign」「BLOCKED」「XXXXX」「00000000」"のように明確な意味をなさない表示となり、機種や所属などの情報が伏せられ、「Non-categorized」に分類されるが、飛行中の高度・速度・航跡はそのまま表示されるため、大まかに機種や目的地を推測することはできる。
日本では、航空自衛隊所属の日本国政府専用機（ボーイング777）や空中給油機KC-767がFR24に表示されることがあったが、2014年8月ごろに防衛省が「防衛上の支障」を理由に掲載の取りやめを要請したことが一部新聞によって明らかになり、現在は表示されていない。しかし、他のサイトでは表示されることもある。
また、アメリカ合衆国の大統領専用機（エアフォースワン）であるVC-25も、FR24に表示されることがある。

#### 実験機
航空機メーカーや研究所の実験機は民間機扱いであるため、通常は表示されるが、機体記号の代わりにメーカーや研究所の名前が表示されたり、ソーラー・インパルスのように、専用のアイコンが設定される機体もある。
軍隊の実験機は通常表示されないが、民間機をそのまま使った練習機のテスト飛行などでは、表示されることもある。

#### 気球
イベントなどで短時間上昇する気球は、更新が間に合わないこともあり表示されないが、Google関連企業のXによるProject Loonの気球は、機種「Helium Balloon」、航空会社「Google Project Loon」として表示される（主に南米・アフリカ大陸で多く表示される）。なお機体記号は便宜上「GOOGLE」となっている。

#### 空港車両
空港車両のうち空港用化学消防車、トーイングトラクター、フォローミーカー（航空機先導車）など、滑走路や空港の敷地内を走行する車両も表示されることがある（日本の場合、定期便が少ない深夜の羽田空港で、点検のために滑走路や敷地内を走行する様子が表示されることもある）。空港によってコールサインは異なるが、機種は"「Airport Vehicle」"となる。

#### サンタクロースのそり
運営側の遊び心により、毎年のクリスマスの数日前からは、"特別便"「SANTA1（2017年のコールサインは「R3DN053」）」がFR24の画面に映し出され、世界中を飛び回る。これは9頭立て（デザイン上は3頭連なり）のトナカイの橇（そり）に乗ったサンタクロースのシルエット（オレンジ色のアイコン）が、FR24に映し出される飛行機の機影（黄色いアイコン）と同じように、"リアルタイム"で活動中の座標をアイコンで表示されるというもの。
機体年齢は、1749年という設定。航空機のアイコンと違って、トナカイは全力疾走するアニメーションになっている。当然、SANTA1が航行する目的は、世界中の子供たちにクリスマスプレゼントを届けるためであり、他の航空機に混じって上空を飛び交っている様子を見ることができる。
2020年の場合は、12月23日から25日にかけて出現していた。北極圏から南下を始めたSANTA1は、巡航高度約3万8,000フィート（約11.582キロメートル）を巡航速度10ノット（約18.52キロメートル毎時）で世界各国の上空を訪れている様子を画面に映し出されていた。12月24日昼頃に日本の上空に現れ、新潟県村上市付近から日本に“上陸”して南下し、成田国際空港上空経由で太平洋へ抜けている。

## スマートフォン向けアプリケーション
同サイトのスマートフォン・タブレット向けアプリケーションが提供されている。機能はPC（ブラウザ）版とおおむね同じであるが、表示がスマートフォン向けに最適化されているほか、通知機能（後述）などが追加されている。2024年現在ではiOS, Android版が存在している。
無料版の「Flightradar24 Free」と有料版の「Flightradar24 Pro」で機能の差別化が図られており、表示内容の設定や航空便の検索やCSV保存は、有料版のみ利用できる。また、すでにPC版で有料登録をしているユーザは、同じIDでのログインすることで有料版の「Flightradar24 Premium」をそのまま利用できる。
以下、スマートフォン版特有の機能を挙げる。

### 通知機能（アラート）
緊急事態宣言（エマージェンシーコール）を行った機体（スコーク7700）や通信トラブルを報告した機体（スコーク7600）が世界中のどこかに出現すると、ユーザにプッシュ通知することが可能で、緊急事態宣言でなく、コールサインや機種に対する通知を設定する場合はアプリ内課金によって機能を拡張する必要がある。
ただし、「Most tracked flights」の上位10位以内に表示されれば、無料版でも限定的に閲覧できる可能性がある。

### AR（拡張現実）表示
Flightradar24の情報と現在位置情報を利用し、携帯電話やタブレットのカメラを通して飛行中の機体に対して便名や機材をオーバーレイする拡張現実機能があり、こちらは無料で利用できる。
カメラで飛行機を直接読み取っている訳ではないため、屋内でARを起動しても表示されることがある（Flightradar24で表示できない機材であれば何も表示されないことになる）。カメラを搭載しない端末では対応していない。

## 合法性
Flightradar24は、公式ウェブサイトのFAQページにて「ADS-B (Automatic Dependent Surveillance-Broadcast) の電波は特定の受信者へ向けて発信されるのではなく、その名が示す通り不特定多数へ向けて発信（Broadcast）されるものであり、誰でも監視することができるので、問題ない」と記載している。
日本国の電波法では、第59条に「特定の相手方に対して行われる無線通信を傍受してその存在若しくは内容を漏らし、又はこれを窃用してはならない。」と定められている。日本では日本国政府専用機の位置秘匿要請はあったが、ADS-Bは特定の相手に対する通信ではなく、不特定多数に向けた放送 (Broadcast) であるため、当該条項の構成要件を充足せず違法性はない。